# Auguste-Charles de Beeckman de Vieusart
Auguste Charles Ghislain Joseph de Beeckman de Vieusart (Leuven, 6 juli 1786 - Brussel, 6 januari 1876) was een Zuid-Nederlands edelman en politicus.

## Geschiedenis
In 1630 werd erfelijke adel verleend aan een Beeckman. In 1637 werd erfelijke adel bevestigd ten gunste van Ferdinand de Beeckman en zijn broers.
In 1714 werd door keizer Karel VI de titel ridder van het Heilig Roomse Rijk verleend aan Johannes-Nicolaas de Beeckman, heer van Vieusart, zoon van Ferdinand (hierboven), overdraagbaar op alle mannelijke afstammelingen. Hetzelfde jaar dezelfde titel aan Philippus-Antonius Beeckman, heer van Schoore, eveneens overdraagbaar op alle mannelijke afstammelingen.
In 1774 werd door keizerin Maria Theresia de titel baron verleend, overdraagbaar bij eerstgeboorte, aan jonkheer Charles de Beeckman, heer van Corroy-le-Grand (zoon van Johannes-Nicolaas). In 1789 werd dezelfde titel verleend door keizer Jozef II aan Ferdinand de Beeckman de Schoore (broer van Charles), buitenburgemeester van Leuven.
In 1816, onder het Verenigd Koninkrijk der Nederlanden, werd Maximilien Henri Ghislain de Beeckman (zoon van Ferdinand) erkend in de erfelijke adel, met de titel baron.

## Levensloop
Auguste de Beeckman, broer van Maximilien (hierboven) werd in 1822 erkend in de erfelijke adel van het Verenigd Koninkrijk der Nederlanden, met de titel baron overdraagbaar bij eerstgeboorte.
Hij werd gedeputeerde bij de Provinciale Staten van de provincie Zuid-Brabant en bleef na 1836 provincieraadslid en gedeputeerde van Brabant.
Hij trouwde in 1810 met Marie-Julie Huysman de Neufcourt (1786-1855). Ze kregen vier kinderen. Hij hertrouwde in 1858 met Agnès de Belle (1813-1892). Zijn drie zoons waren:
- Leon de Beeckman (1812-1849), x Octavie Desmanet de Boutonville (1818-1885).
  - Albert de Beeckman (1842-1905), x gravin Bathilde d'Oultremont (1853-1933).
    - Rosalie de Beeckman (1877-1963), x graaf Philippe de Lannoy (1866-1937). Zij zijn voorouders van Stéphanie de Lannoy.
- Frédéric de Beeckman (1815-1845), diplomaat.
- Ferdinand de Beeckman (1817-1869), x gravin Cécile de Liedekerke-Beaufort (1818-1893).
  - Fernand de Beeckman (1845-1918), x Emilie Wittouck (1863-1955), eigenaars van het domein Hengelhoef.

De familie de Beeckman de Vieusart is uitgestorven in de mannelijke lijn in 1918, terwijl de laatste naamdraagster, Rosalie de Beeckman, overleed in 1963.